# José Antonio Noriega
José Antonio Noriega (* 29. Dezember 1969 in Mexiko-Stadt), auch bekannt unter dem Spitznamen „El Tato“, ist ein ehemaliger mexikanischer Fußballspieler, der vorwiegend im offensiven Mittelfeld agierte.

## Laufbahn
Noriega begann seine Profikarriere beim Club Universidad Nacional, mit dem er gleich in seiner ersten Saison 1990/91 die mexikanische Fußballmeisterschaft gewann.
1992 wechselte er zum CF Monterrey, mit dem er in der Saison 1992/93 Vizemeister hinter dem Club Atlante wurde. Mit insgesamt vier Jahren, die er bei den Rayados verbrachte, war dies seine längste Station.
Über einen weiteren Meistertitel durfte er sich im Winterturnier 2000 mit den Monarcas Morelia freuen, bei denen er in der Apertura 2004 seine aktive Laufbahn beendete.
Außerdem spielte „El Tato“ Noriega auf Amateurbasis für eine Mannschaft namens Colegio Madrid in der Liga Española de Fútbol.

## Erfolge
- Mexikanischer Meister: 1991 (mit UNAM), Invierno 2000 (mit Morelia)